# 계곡오시쿠도
계곡오시쿠도(Oxymycterus wayku)는 비단털쥐과에 속하는 설치류이다. 남아메리카 코노 수르 지역 북서부, 특히 아르헨티나 북서부의 산악 정글 지대 남부 서식지에서 발견된다.

## 분류학
2008년 동물학자 자야(Juan Pablo Jayat)와 델리아(Guillermo D'Elía), 파르디냐스(Ulyses FJ Pardiñas), 미오티(María Daniela Miotti), 오르티즈(Pablo E. Ortiz) 등이 기술했다.

## 모식산지
모식산지는 아르헨티나 투쿠만주 트란카스 구의 해발 2,316m 지역(26º19'20.2" S 65º36'45.5" W)이다.

## 완모식표본
완모식표본은 표본 카탈로그 번호 LMC 7247이다. 2005년 6월 19일, 자야(Juan Pablo Jayat)가 수집(초기 현장 표본 번호: JPJ 1407)한 수컷 새끼(2살)의 피부 조직과 두개골, 뼈, 피부 조직이다.